# كورت بيندر
كورت بيندر (بالألمانية: Kurt Binder)‏ (و. 1944 – م) هو فيزيائي، وفيزيائي نظري من النمسا .

## جوائز
حصل على جوائز منها:
- ميدالية بولتزمان [الإنجليزية]‏ (2007)
- ميدالية ماكس بلانك (1993).